# Järptjärnen (Degerfors socken, Västerbotten)
Järptjärnen är en sjö i Vindelns kommun i Västerbotten och ingår i Umeälvens huvudavrinningsområde.